# سمبریال
سمبریال (به انگلیسی: Sambrial) یک شهر در پاکستان است که در ناحیه سیالکوت واقع شده‌است. سمبریال ۲۰۰٬۰۰۰ نفر جمعیت دارد و ۲۳۸ متر بالاتر از سطح دریا واقع شده‌است.